# 双树玫瑰圣母堂
双树玫瑰圣母堂是天主教天津教区位于武清区大良镇双树村的一座历史悠久的教堂，也称玫瑰圣母大殿。始建于1867年，仅晚于仁慈堂，但因双树原属天主教北京教区，因此天津教区历史第二悠久的教堂仍然是望海楼圣母得胜堂。

## 历史
双树历史上属于北京教区，是著名的天主教奉教村，人口2500余人，其中教友半数以上。

### 人字堂
中国传统人伦强调“男女授受不亲”，天主教传教士在双树传教时，尊重中国礼教的习惯，建成了历史上独一无二的“人字形”教堂，也就是教堂内部的结构呈人字形。司铎祭祀的圣台位于人字的顶部，男女教友分别列于人字两个“撇”、“捺”的位置，男左女右分领圣事。

### 重建
随着教友的增加，1932年，陈惠民神父带领教友建立了新的圣堂，圣堂长55米，宽25米，高50米。
自1947年土改开始，堂区便受到频繁的破坏，1976年文化大革命结束后，原堂区建筑已完全消失，教堂原址被乡政府占用。教友们在自发组织下，与1984年开始争取恢复教产。与此同时在教友家中进行祈祷活动。经过漫长的努力，终于在2004-05年间逐步接受归还教产。并于2009年开始重建圣堂。
2009年底双树堂区建成牧灵中心，2010年重建的玫瑰圣母大殿正式完工。